# Till-Holger Borchert
Till-Holger Borchert (Amburgo, 4 Jan. 1967) è uno storico dell'arte e direttore artistico tedesco specializzato nell'arte del Quattrocento e del Cinquecento. Ha firmato molte pubblicazioni sui primitivi fiamminghi.
È stato curatore capo del Groeningemuseum e del Museo Arentshuis a Bruges tra il 2003 e il 2014, quando è stato nominato direttore artistico del Musea Brugge. Ha insegnato sia in Europa che negli Stati Uniti, ed ha curato alcune mostre importanti come Memling's Portraits, che ha esposto a Bruges, alla Frick Collection di New York e al Museo Thyssen-Bornemisza di Madrid, e Hans Memling: Rinascimento fiamingo a Roma nel 2014-2015.

## Pubblicazioni
- Van Eyck to Dürer: The Influence of Early Netherlandish Painting on European Art, 1430–1530. Thames & Hudson, 2011
- Splendour of the Burgundian Court: Charles the Bold (1433–1477) (curatore), Cornell University Press, 2009
- Jan Van Eyck. Taschen, 2008
- Memling's Portraits (curatore), Thames & Hudson, 2005
- The Age of Van Eyck: The Mediterranean World and Early Netherlandish Painting 1430–1530. Thames & Hudson, 2002
- The Book of Miracles, con Joshua P. Waterman, Taschen, 2013.